# 호텔 겔레르트
호텔 겔레르트(헝가리어: Gellért Szálló)는 헝가리 부다페스트에 있는 역사적인 아르누보 양식의 호텔이다. 다뉴브강 서쪽 기슭에 위치하고 있다.
이 호텔은 2021년 12월 1일에 보수공사를 위해 문을 닫았으며, 2027년에 만다린 오리엔탈 겔레르트 부다페스트라는 이름으로 재개장할 예정이다.

## 역사
호텔 성 겔레르트의 건설은 1911년 4월에 시작되었다. 이 호텔은 11세기 헝가리의 첫 번째 주교인 성 겔레르트의 이름을 따서 명명되었다. 176개의 객실을 갖춘 이 호텔은 헝가리 건축가 아르민 헤게두스, 아르투르 세베스티엔, 이지도르 스테르크가 설계했다. 제1차 세계 대전으로 인해 호텔 공사가 지연되어 1918년 9월 26일에야 문을 열었는데, 바로 그때가 전쟁이 끝나고 오스트리아-헝가리 제국이 혼란에 빠지던 때였다.
이 호텔은 1919년 과꽃 혁명 동안 군사적 목적으로 징발되었다. 헝가리가 독립국으로 건국되자 이 호텔은 재정적으로 매우 성공적이어서 1927년에 60개의 게스트룸을 더 확장했고 호텔 정원 부지에 야외 인공 파도 풀을 건설했다. 유명 헝가리 음식점 주인 카롤리 군델이 1927년에 호텔 레스토랑 경영도 맡았다. 1934년에는 호텔의 유리 돔형 윈터 가든 대신 "온천탕"이 추가되었다.
호텔은 1944년 12월 26일 부다페스트 공방전이 시작되면서 문을 닫을 때까지 제2차 세계 대전 내내 대부분 문을 열었다. 1945년 1월에 폭격을 받고 대부분 파괴되었다. 파도 풀은 1945년 여름에 다시 문을 열었다. 전쟁 후 공산주의 당국은 호텔 이름에서 "성"을 제거하고 호텔 겔레르트가 되었다. 호텔의 겔레르트 힐 윙은 1946년 3월 26일에 켈렌헤지 거리의 목욕탕 입구를 이용하여 50개의 객실로 다시 문을 열었다. 호텔의 첫 손님은 식량 지원을 가져온 덴마크 구호 요원들이었다. 호텔의 마블 룸 레스토랑은 헝가리 경제를 안정시키기 위해 새로운 통화인 포린트가 도입된 직후인 1946년 8월 20일에 다시 문을 열었다.
군델 가문이 임대했던 레스토랑은 1948년에 국유화되었고, 그 후 전체 시설은 국유화되어 운영되었다. 호텔의 다뉴브강 본관은 1956년에 재건을 시작하여 1960년에 공식적으로 재개장했다. 외관은 전쟁 전 모습으로 복원되었지만, 호텔 내부는 현대적인 스타일로 재건되었다. 1956-1960년 개조 공사에 포함되지 않았던 겔레르트 힐 윙은 1972년에 완전히 재건되었다.
다나비우스 호텔이 1981년부터 호텔 경영을 맡았다. 회사가 1992년에 민영화된 후 1996년 6월에 호텔을 완전히 인수하여 다나비우스 호텔 겔레르트가 되었다.
2019년 6월 24일, 다나비우스는 호텔을 투자 그룹인 인도테크에 매각했고, 인도테크는 겔레르트를 보수공사 및 복원하여 국제적 체인의 관리 하에 5성급 럭셔리 호텔로 재편할 계획이라고 발표했다. 호텔은 2021년 12월 1일에 보수공사를 위해 문을 닫았고, 그 시점부터 다나비우스 호텔에서 운영을 중단했다. 인도테크는  2022년 12월에 문을 닫은 호텔을 BDPST 그룹에 매각했다.
2023년 12월 22일, 이 호텔은 2027년 재개관 시 만다린 오리엔탈 호텔 그룹에서 만다린 오리엔탈 겔레르트 부다페스트로 운영될 것이라고 발표되었다.